# Strafgesetzbuch für das Königreich Bayern von 1861
Das Strafgesetzbuch für das Königreich Bayern vom 10. November 1861 trat am 1. Juli 1862 in Kraft. Es vereinheitlichte das Strafrecht im Königreich Bayern. Bis zu seinem Inkrafttreten galt in Bayern diesseits des Rheins das Strafgesetzbuch für das Königreich Bayern von 1813, in der bayerischen Pfalz der Code pénal von 1810.
Infolge der Gründung des Deutschen Reiches wurde das Strafgesetzbuch für das Königreich Bayern zum 1. Januar 1872 durch das Reichsstrafgesetzbuch abgelöst.